# Dannie Abse

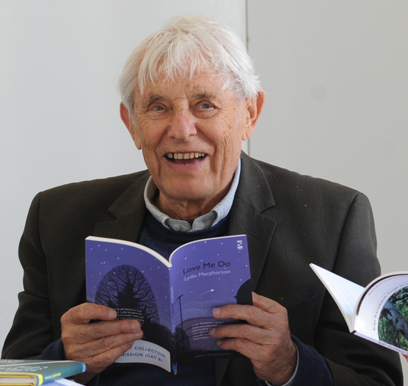
Dannie Abse, 2014

Dannie Abse, CBE (* 22. September 1923 als Daniel Abse in Cardiff, Wales; † 28. September 2014 in Golders Green, London) war ein britischer Autor und Dichter.

## Leben
Dannie Abse wuchs in seiner jüdischen Familie mit seinen etwa zehn Jahre älteren Brüdern Leo Abse (1917–2008; Anwalt, Politiker, Autor) und Wilfried Abse (1915–2005; Psychoanalytiker) auf. Nach erfolgreichem Abschluss der Schule in seiner Geburtsstadt studierte er Medizin an der University of Wales College of Medicine, der Westminster Hospital Medical School und am King’s College London. 1950 erlangte er den Doktortitel. Von 1954 bis 1989 arbeitete er in der Brustklinik des Central Medical Establishment in London. 1989 erhielt er die Ehrendoktorwürde der University of Wales.
1954 erschien seine Autobiografie Ash on a Young Man's Sleeve, in der er seine Kindheitserlebnisse verarbeitete. Er erhielt den Welsh Arts Council Award und 1985 den Cholmondeley Award. Abse war Mitglied der britischen Poetry Society und gehörte seit 1983 der Royal Society of Literature an. Abse verfasste einige Gedichtbände – sein erster war 1949 After Every Green Thing –, Romane, Dramen und Essays.
In der Neujahrsehrungsliste 2012 erhielt er als Auszeichnung das Kommandeurskreuz des Order of the British Empire verliehen.
Abse war mit der Kunsthistorikerin Joan Abse, geborene Mercer (1923–2005) verheiratet, mit der er auch drei gemeinsame Kinder hat. Sie starb bei einem gemeinsamen erlittenen Autounfall, bei dem Dannie Abse sich eine Rippe brach.
Dannie Abse war sein Leben lang ein treuer Fan des Fußballklubs Cardiff City. Das erste Spiel sah er 1934; in vielen seiner Werke bezieht er sich auf das Fußballspiel.

## Werke

### Gedichte
- After Every Green Thing Hutchinson, 1948
- Walking Under Water Hutchinson, 1952
- Fire in Heaven Hutchinson, 1956
- Mavericks: An Anthology (herausgegeben zusammen mit Howard Sergeant) Editions Poetry and Poverty, 1957
- Tenants of the House: Poems 1951-1956 Hutchinson, 1957
- Poems, Golders Green Hutchinson, 1962
- Poems! Dannie Abse: A Selection Vista/Dufour, 1963
- Modern European Verse (Herausgeber) Vista, 1964
- Medicine on Trial Aldus, 1967
- Three Questor Plays Scorpion, 1967
- A Small Desperation Hutchinson, 1968
- Demo Sceptre, 1969
- Selected Poems Hutchinson, 1970
- Modern Poets in Focus 1 (Herausgeber) Corgi, 1971
- Modern Poets in Focus 3 (Herausgeber) Corgi, 1971
- Thirteen Poets (Herausgeber) Poetry Book Society, 1972
- Funland and Other Poems Hutchinson, 1973
- Modern Poets in Focus 5 (Herausgeber) Corgi, 1973
- The Dogs of Pavlov Vallentine, Mitchell, 1973
- A Poet in the Family Hutchinson, 1974
- Penguin Modern Poets 26 (Dannie Abse, D. J. Enright and Michael Longley) Penguin, 1975
- Collected Poems 1948-1976 Hutchinson, 1977
- More Words BBC, 1977
- My Medical School Robson, 1978
- Pythagoras Hutchinson, 1979
- Way Out in the Centre Hutchinson, 1981
- A Strong Dose of Myself Hutchinson, 1983
- One-legged on ice: poems University of Georgia Press, 1983
- Doctors and Patients (Herausgeber) Oxford University Press, 1984
- Ask the Bloody Horse Hutchinson, 1986
- Journals From the Ant Heap Hutchinson, 1986
- Voices in the Gallery: Poems and Pictures (herausgeben zusammen mit Joan Abse) Tate Gallery, 1986
- The Music Lover's Literary Companion (herausgegeben zusammen mit Joan Abse) Robson, 1988
- The Hutchinson Book of Post-War British Poetry (Herausgeber) Hutchinson, 1989
- White Coat, Purple Coat: Collected Poems 1948-1988 Hutchinson, 1989
- People (contributor) National Language Unit of Wales, 1990
- Remembrance of Crimes Past: Poems 1986-1989 Hutchinson, 1990
- The View from Row G: Three Plays Seren, 1990
- Intermittent Journals Seren, 1994
- On the Evening Road Hutchinson, 1994
- Selected Poems Penguin, 1994
- The Gregory Anthology 1991-1993 (herausgegeben zusammen mit A. Stevenson) Sinclair-Stevenson, 1994
- Twentieth-Century Anglo-Welsh Poetry (Herausgeber) Seren, 1997
- Welsh Retrospective Seren, 1997
- Arcadia, One Mile Hutchinson, 1998
- Be seated, thou: poems 1989-1998 Sheep Meadow Press, 1999
- Encounters Hearing Eye, 2001
- Goodbye, Twentieth Century: An Autobiography Pimlico, 2001
- New and Collected Poems Hutchinson, 2002
- The Two Roads Taken: A Prose Miscellany Enitharmon Press, 2003
- Yellow Bird Sheep Meadow Press, 2004
- Running Late Hutchinson, 2006
- 100 Great Poems of Love and Lust: Homage to Eros (Herausgeber) Robson, 2007
- The Presence Hutchinson, 2007
- New Selected Poems 1949-2009: Anniversary Collection Hutchinson, 2009
- Speak, Old Parrot Hutchinson, 2013

### Romane
- Ash on a Young Man's Sleeve (Hutchinson, 1954)
- Some Corner of an English Field (Hutchinson, 1956)
- O Jones, O Jones (Hutchinson, 1970)
- There Was A Young Man From Cardiff (Hutchinson, 1991)
- The Strange Case of Dr Simmonds & Dr Glas (Robson, 2002)